# Doczesna

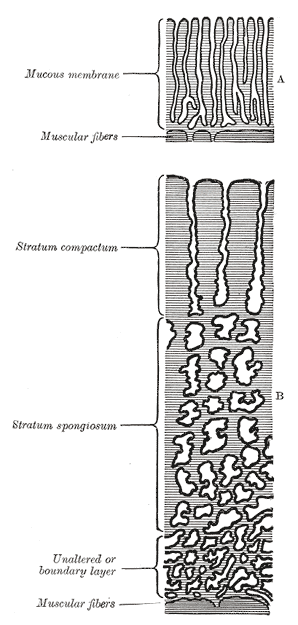
Porównanie błony śluzowej macicy: A. w przypadku braku ciąży, B. ciążowa.

Doczesna – przerosła i rozpulchniona błona śluzowa macicy. Rozrost następuje pod wpływem hormonów jajnika, a zwłaszcza progesteronu w trakcie cyklu miesiączkowego i ma na celu przygotowanie podścieliska dla zagnieżdżenia się zapłodnionej komórki jajowej. W razie zapłodnienia komórki jajowej błona śluzowa macicy ulega dalszym zmianom, przekształcając się w doczesną ciążową, która dzieli się na następujące części:
- doczesną torebkową,
- doczesną podstawową,
- doczesną prawdziwą.

## Doczesna torebkowa (pokrywowa)
Dawniej zwana doczesną odgiętą. Pokrywa jajo płodowe od strony jamy macicy. Rozrasta się ona do 18 tygodnia ciąży, po czym łączy się z doczesną prawdziwą.

## Doczesna prawdziwa (ścienna)
Obejmuje cały obszar jamy macicy poza jajem płodowym. Z chwilą wypełnienia całej jamy macicy przez rozrastające się jajo płodowe następuje połączenie doczesnej prawdziwej z doczesną torebkową i w ten sposób zanika jama macicy.

## Doczesna podstawowa
Doczesna, na której leży zagnieżdżone jajo płodowe.
Tworzy część matczyną łożyska. Warstwa zbita i gąbczasta części doczesnowej macicy oraz trofoblast tworzą płytkę podstawną.
Warstwa gąbczasta błony doczesnej jest strefą graniczną w której następuje oddzielenie łożyska po porodzie.
Płytka doczesnowa wytwarza przegrody naprzeciw penetrującego trofoblastu kosmówki kosmatej, dzieląc łożysko na wiele pól stanowiących: płaty, płaciki oraz liścienie łożyska.